# エル・ペルー
エル・ペルー（El Perú）は、グアテマラのペテン県北西部にある古代マヤの遺跡。紋章文字をもとに古代の名前はワカ（Waka'）であったと考えられており、ワカまたはエル・ペルー＝ワカの名でも呼ばれる。
ティカルの西72キロメートルほどの場所にあり、ティカルおよびカラクムルの二大国と複雑な歴史的関係を持ったことで知られる。
エル・ティグレ湖国立公園 (スペイン語版) の中に位置する。

## 遺跡
エル・ペルーは高さ100メートルの断崖絶壁の上に作られている。
少し南をウスマシンタ川の支流であるサン・ペドロ川が流れており、エル・ペルーはカカオや織物を運ぶ東西交易路の要所に位置していた。
遺物は非常に多く、建造物の数は900を越える。40ほどの石碑と祭壇がある。
エル・ペルーはひどい略奪にあっており、1970年代にイアン・グレアムが訪れたとき、ほとんどの遺物はバラバラにされるかひどく破壊されていた。盗難にあった石碑はアメリカ合衆国、メキシコ、ヨーロッパのあちこちの博物館が所蔵している。

## 歴史
エル・ペルーは形成期後期（紀元前300-200年）に定住がはじまり、古典期前期に急速に発達した。
石碑15によれば、378年にテオティワカンの将軍シヤフ・カックがエル・ペルーを征服し、新しい王朝を開いた。その日付はティカルが征服される8日前であり、シヤフ・カックはおそらく西から東に進軍してきたと考えられる。
2013年に解読された石碑44号は564年のもので、ワオーム・ウチャブ・ツィキン王によって、556年に死んだ父王チャック・トック・イチャークを賛美するために建てられた。この時期はティカルに石碑が建てられなかった暗黒時代に属するために重要な発見と考えられている。チャック・トック・イチャークという名の支配者がティカルにも見えることから、この時期のエル・ペルーはティカルに従属していたのではないかと考えられる。
古典期後期になると、エル・ペルーはウスマシンタ川の交易路を確保しようとするカラクムルに従属するようになった。7世紀末から8世紀のはじめの支配者であるキニチ・バラムはカラクムルからやってきたカベル女王（ユクノーム・チェン大王の娘）と結婚した。女王は「将軍」と呼ばれて大きな権勢を振るった。
2012年に発見された墓から出土したアラバスターの壺にはカベル女王の名が記されており、カベル女王の墓と推定されている。
ユクノーム・チェン大王の没後、ティカルが732年ごろにカラクムルを征服し、その10年後にエル・ペルーのキニチ・バラムもティカルの手に落ちた。
ティカルによる攻撃の後もしばらく都市は継続した。もっとも新しい年代の石碑（現存せず）は801年のものである。その後に他の都市から攻撃されて滅亡したらしい。

## 再発見
エル・ペルーは1970年代にイアン・グレアムが訪れて調査を行った。
2003年からセントルイス・ワシントン大学のデイヴィッド・フライデルとグアテマラ・デル・バジェ大学のエクトル・エスコベドらの率いるアメリカ合衆国とグアテマラの共同発掘調査が行われている。